# 舍尼梅尼勒
舍尼梅尼勒（法語：Cheniménil，法語發音：[ʃənimenil] ⓘ）是法国大東部大區孚日省的一个市镇，属于埃皮纳勒区。

## 地理
舍尼梅尼勒（48°8'18"N, 6°36'15"E）面积9.28 平方千米，位于法国大東部大區孚日省，该省份为法国东北部内陆省份，北起默兹省和默尔特-摩泽尔省，西接上马恩省，南至上索恩省和贝尔福地区省，东临上莱茵省和下莱茵省。
与舍尼梅尼勒接壤的市镇（或旧市镇、城区）包括：雅梅尼勒、沙蒙塔吕、阿尔谢特、拉巴夫、沙尔穆瓦-德旺布吕耶尔、多塞勒。

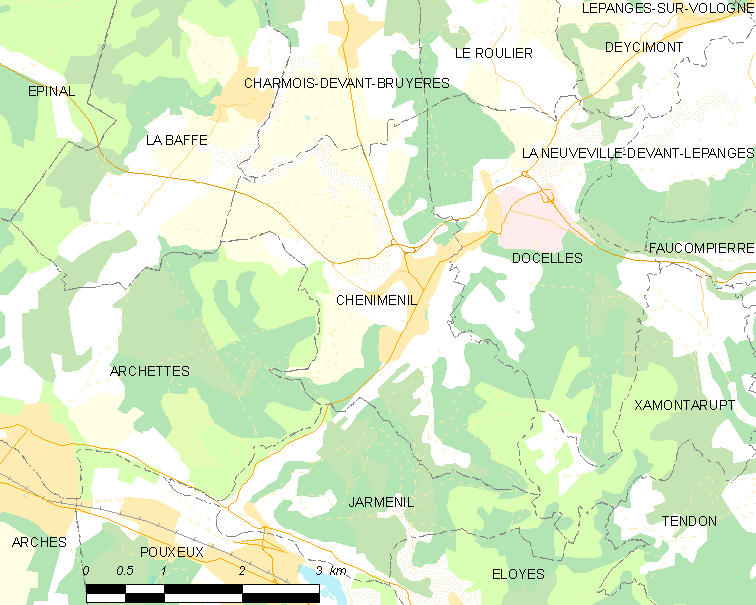
舍尼梅尼勒的OSM定位图

舍尼梅尼勒的时区为UTC+01:00、UTC+02:00（夏令时）。

## 行政
舍尼梅尼勒的邮政编码为88460，INSEE市镇编码为88101。

## 政治
舍尼梅尼勒所属的省级选区为布吕耶尔县。

## 人口

1962-2008年间舍尼梅尼勒人口变化图示

舍尼梅尼勒于2022年1月1日时的人口数量为1227人。